# Endròmids
Els endròmids (Endromidae) són una família de lepidòpters ditrisis de la superfamília dels bombicoïdeus. Durant molt temps es considerà una família monotípica amb Endromis versicolora com a únic representant. Actualment s'han classificat 12 gèneres i 59 espècies.

## Gèneres
- Andraca
- Endromis
- Falcogona Zolotuhin, 2007
- Mirina
- Mustilia Walker, 1865
- Mustilizans J.K. Yang, 1995
- Oberthueria Kirby, 1892
- Prismosticta Butler, 1880
- Pseudandraca Miyata, 1970